# Município de Tusquittee (condado de Clay, Carolina do Norte)
Localização da Carolina do Norte nos E.U.A.
O município de Tusquittee (em inglês: Tusquittee Township) é um localização localizado no  condado de Clay no estado estadounidense da Carolina do Norte. No ano 2010 tinha uma população estimada de 764 habitantes.

## Geografia
O município de Tusquittee encontra-se localizado nas coordenadas 35° 05′ 04,33″ N, 83° 43′ 35,61″ O.